# Дјетрихов на Бистрици
Дјетрихов на Бистрици (чеш. Dětřichov nad Bystřicí) је насељено мјесто са административним статусом сеоске општине (чеш. obec) у округу Брунтал, у Моравско-Шлеском крају, Чешка Република.

## Становништво
Према подацима о броју становника из 2014. године насеље је имало 441 становника.